# مارکو کخ
مارکو کخ (آلمانی: Marco Koch، زاده ۲۵ ژانویهٔ ۱۹۹۰) شناگر اهل کشور آلمان است.
از افتخارات وی میتوان به کسب مدال طلا ۲۰۰ متر قورباغه در مسابقات جهانی ورزش‌های آبی ۲۰۱۵ و مدال نقره ۲۰۰ متر قورباغه در مسابقات جهانی ورزش‌های آبی ۲۰۱۳ اشاره کرد.